# Saint-Romain-le-Preux
Saint-Romain-le-Preux este o comună în departamentul Yonne, Franța. În 2009 avea o populație de 184 de locuitori.

## Evoluția populației
| An        | 1975 | 1982 | 1990 | 1999 | 2006 | 2009 |
| --------- | ---- | ---- | ---- | ---- | ---- | ---- |
| Populație | 161  | 164  | 137  | 153  | 175  | 184  |